# 安杰拉·拉塞尔
安杰拉·拉塞尔（英語：Angela Russell，1967年3月2日—），澳大利亚女子游泳运动员。她曾代表澳大利亚参加1982年和1986年英联邦运动会游泳比赛，获得一枚银牌和一枚铜牌。他也曾参加1984年夏季奥林匹克运动会。